# بولي رباعي فلورو الإيثيلين
بولي رباعي فلورو الإيثيلين (بالإنجليزية: Polytetrafluoroethylene)‏ (يرمز له اختصاراً PTFE) هو بوليمر صناعي حاوي على الفلور ينتج من بلمرة رباعي فلورو الإيثيلين [الإنجليزية]، ويعرف باسم تيفلون، وهو العلامة التجارية من شركة دو بونت.
يمتاز التيفلون بمقاومته للمواد الكيميائية وخواصه العازلة.

## الاستخدامات
يستخدم صناعيًا كدواعم الاحتكاك في تركيب ستائر الطواف التيفلونية من هوفركوليج، أو دواعم الالتصاق لاستخدامه في أواني الطهي غير القابلة للالتصاق، كذلك دواعم التراكم الترسبي للطلاء حسب الحرارة حين استخدامه في معالجات محركات السيارات من رشستار الدولية لمنع احتراق المحرك عند فقدان زيت الدوران، كذلك دواعم المط والمرونة حين يستخدم في التغليف الداخلي للكبسولات من نوع النياجرا حيث يكون التغليف المبتكر من الفضة الخالصة والمغطاة بالتيفلون للحفاظ على الكبسولات العلاجية من الشوائب والبكتريا بكفاءة تصل إلى 99,999%.

## المخاطر الصحية
مادة التفلون هي مادة توجد بالأواني لتمنع من إلتصاق الطعام فيها، إلا أن الخطر يكمن عند خدش السطح بآلة حادة أو ملعقة معدنية فعندها، تذوب مع الطعام وتدخل الأمعاء كأجسام غريبة تعمل على التهاب الخلايا، ثم تنقسم وتسبب السرطان.
إن الطبخ في الأواني التالفة التي تدخل في تصنيعها مادة التفلون والاستخدام السيئ لها قد تسبب في حدوث مشاكل وآثار صحية مدمرة على صحة الإنسان، وذلك بحسب التجارب والنتائج العلمية التي أجريت للتأكد من مدى ضرر هذه المادة ، حيث بينت تلك النتائج وجود مدى خطورة وتأثيرها في صحة الإنسان، والتي لا يخلو أي مطبخ في أي بيت منها. وأن إنتشار استخدام الكثير من ربات البيوت لأواني الطهي التي لا يلصق بها الطعام والتي تدخل في تصنيعها مادة «التفلون»، يجعل من إنتشار ضررها أمرا واقعا وذلك عند حدوث أضرار واضحة في تلك الأواني من حيث خروج جزء من طبقة «التفلون» المغلفة لهذه الآنية التي تتسبب في حدوث مشاكل صحية على الإنسان وحياته.
ولكن تكون مادة آمنة في حال سلامة المادة التي تكسو تلك الأواني وسلامتها من أي خدوش أو ضرر واضح عليها ، فيجب عدم تعرض هذه الأواني إلى التنظيف القاسي لها.
و ينصح باستخدام قطعة قماش مبللة ناعمة واستخدام الملاعق الخشبية ناعمة السطح، وإضافة قليل من الزيت أو السمن عند وضع هذه الأواني فوق اللهب وذلك لتلافي ظاهرة التحلل الحراري «للتفلون» مع ضرورة عدم رفع درجة الحرارة بشكل كبير.

### مزاياها
- لا يلتصق بها شيء مهما ارتفعت درجة الحرارة.
- تحتفظ بخواصها الفيزيائية ثابتة حتى في درجة حرارة 250 درجة مئوية.
- تبدأ بالتحلل عند 440 درجة مئوية.
- مادة خاملة كيميائيا لا تتفاعل مع الأحماض والقواعد ولا تتأثر بالمذيبات العضوية ولا تؤثر في مكونات الطعام ولا تتأثر بها.

### عيوبها
بعد الأستعمال المتكرر للوعاء وخاصة عند استعمال ملاعق معدنية لتحريك الطعام تبدأ طبقة التفلون بالتأكل وهنا يكمن الخطر حيث يتلوث الطعام بمكونات التفلون.
وعندما اجرى العلماء تجاربهم على الفئران التي تتعرض لهذه المادة وجدوا أنها تسقط فريسة سهلة لأنواع الأمراض لأنها تحفز من ظهور الجذور الحرة التي تسبب فيض
من التفاعلات الضارة والخطرة على صحة الإنسان والحل يكون برمي هذه الأوعية عند ظهور الخدوش فيه.

## اقرأ أيضاً
- روي بلنكيت